# Barbara Fest
Barbara Fest (6 de julio de 1953) es una deportista estadounidense que compitió en judo. Ganó una medalla de bronce en el Campeonato Mundial de Judo de 1980 en la categoría abierta.

## Palmarés internacional
| Campeonato Mundial | Campeonato Mundial          | Campeonato Mundial | Campeonato Mundial |
| Año                | Lugar                       | Medalla            | Categoría          |
| ------------------ | --------------------------- | ------------------ | ------------------ |
| 1980               | Nueva York (Estados Unidos) | Medalla de bronce  | Abierta            |